# Personnel complémentaire de bord

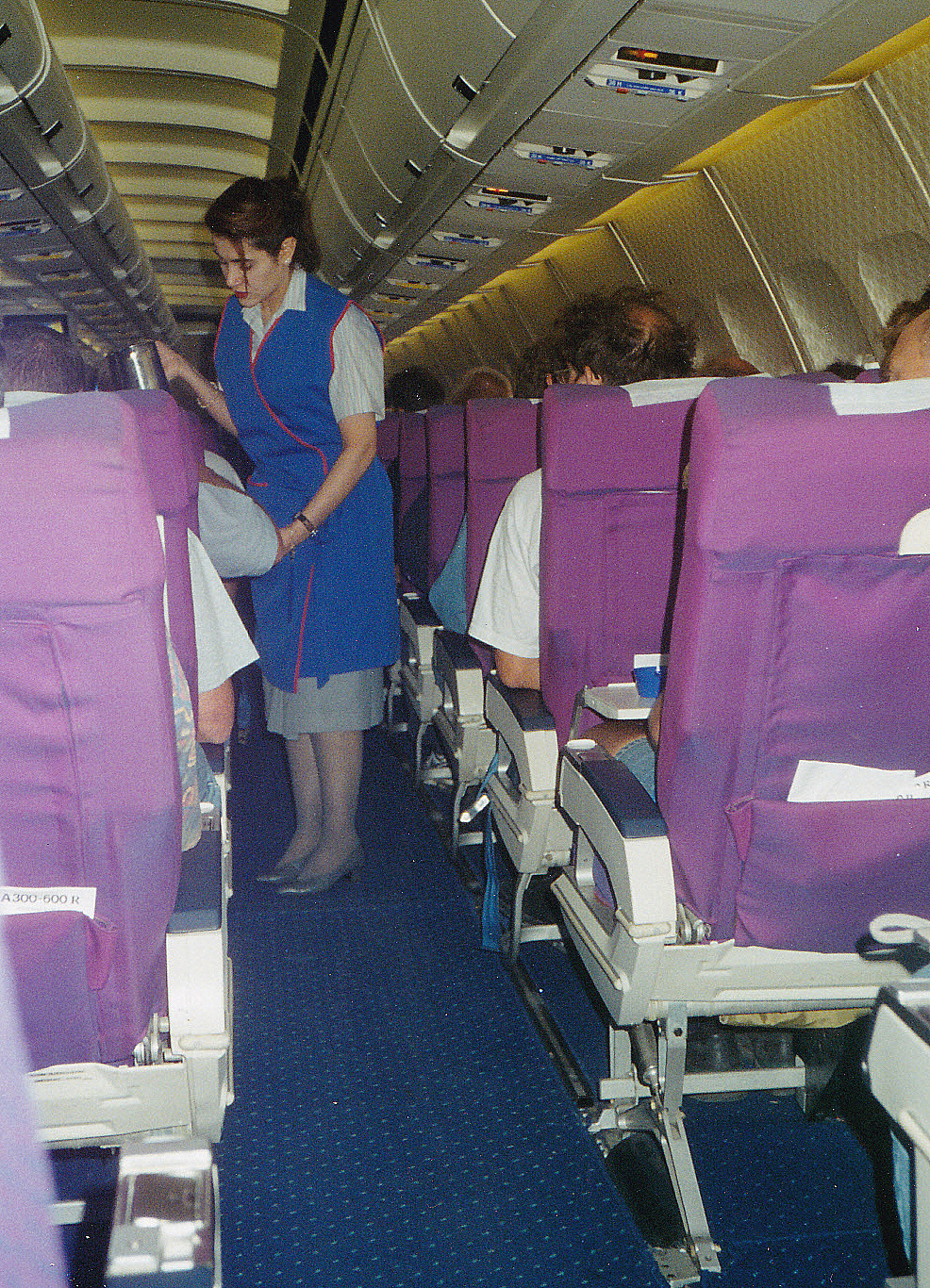
PNC ou PCB ?

Un PCB (Personnel Complémentaire de Bord) est un étudiant saisonnier hôtesse ou steward dans une compagnie aérienne.
Contrairement au Personnel navigant commercial (PNC), le PCB n’est pas formé aux procédures de sécurité (propres à chaque type d’avion). Son rôle est donc avant tout commercial (service à bord, veiller à la satisfaction permanente des passagers…). Pour les passagers, rien ne différencie visuellement un PNC d'un PCB.